# Un homme et son péché (roman)
Pour les articles homonymes, voir Un homme et son péché.
Un homme et son péché est un roman de Claude-Henri Grignon, publié en 1933, qui fait partie des œuvres littéraires les plus connues au Québec.
Ce récit a fait l’objet de plus d’une dizaine de rééditions. Il a aussi été adapté pour la radio, la télévision, le théâtre, la bande dessinée et le cinéma.
L'histoire se passe à l'époque de la colonisation du Nord (la région des Laurentides au Québec vers la fin du XIXe siècle (env. 1885–90), près de Sainte-Adèle. Un homme avare et sans scrupule, Séraphin Poudrier, domine la petite communauté en exploitant les pauvres et en faisant trembler les habitants de la paroisse de Sainte-Adèle.

## Résumé

### Version originale du livre
Homme avare, Séraphin prête aux habitants de son village (Sainte-Adèle) lorsque ceux-ci sont dans le besoin, mais à des taux d'intérêt abusivement élevés. Sa femme, la douce et pieuse Donalda, femme courageuse, est le seul être vivant qu'il semble aimer sincèrement.
Lorsque Donalda tombe malade, Séraphin refuse de demander les soins d'un docteur, de crainte que cela ne lui coûte trop cher et demande à Alexis s'il peut emprunter sa fille pour faire les corvées et aider Donalda. Après la  mort de sa femme, Séraphin la place dans un cercueil trop petit pour elle et l'enterre au cimetière, dans le lot des Poudrier. Peu touché par cet événement, contrairement à la fille et à la femme d'Alexis, il se console en se disant qu'il n'aura plus à l'entretenir.
Un jour, une de ses vaches, qu'il avait obtenue en remboursement d'un prêt consenti à un villageois incapable de le rembourser, tombe à l'eau. Après l'avoir sauvée, il se rend compte que sa maison est la proie des flammes, et ce, à cause d'une soupe qu'il avait laissée sur le poêle. Pris de panique, Séraphin se précipite pour sauver les pièces d'or qu'il avait cachées dans un sac d'avoine. On retrouve son cadavre à demi calciné, une pièce d'or dans une main, des grains d'avoine dans l'autre.

### Version du film de Charles Binamé
Maire du village, Séraphin épouse Donalda Laloge, dont le père, incapable de rembourser sa dette, ne voit d'autre solution que de la lui donner en mariage. Donalda, une femme douce et soumise, était promise au bel Alexis Labranche, mais se soumet afin de sauver son père.

## Expression populaire
Pour plusieurs générations de Québécois, le héros de ce roman, Séraphin Poudrier, a donné lieu à une expression vernaculaire où « être séraphin » équivaut à être « avare, pingre, radin ».

## Adaptations
- Un homme et son péché (1939–1962, feuilleton radiophonique)
- Un homme et son péché (1949, long métrage réalisé par Paul Gury)
- Séraphin (1950, long métrage réalisé par Paul Gury)
- Séraphin illustré (1951–1970, bande dessinée illustrée par Albert Chartier)
- Les Belles Histoires des pays d'en haut (1956–1970, téléroman)
- Un homme et son péché, illustré par Jean-Paul Ladouceur, Alain Stanké éditeur (1979)
- Séraphin : Un homme et son péché (2002, long métrage réalisé par Charles Binamé)
- Les Pays d'en haut (2016–2021, téléroman)